# Berri
Berri – miasto w Australii, w stanie Australia Południowa.